# بل برقیوس
بل برقیوس (انگلیسی: Bell Berghuis؛ زادهٔ ۱۳ آوریل ۱۹۸۵) اسنوبردسوار اهل پادشاهی هلند است.